# Létající špagetové monstrum

„Rybí“ symbol FSM je parodií na křesťanský symbol Ichthys

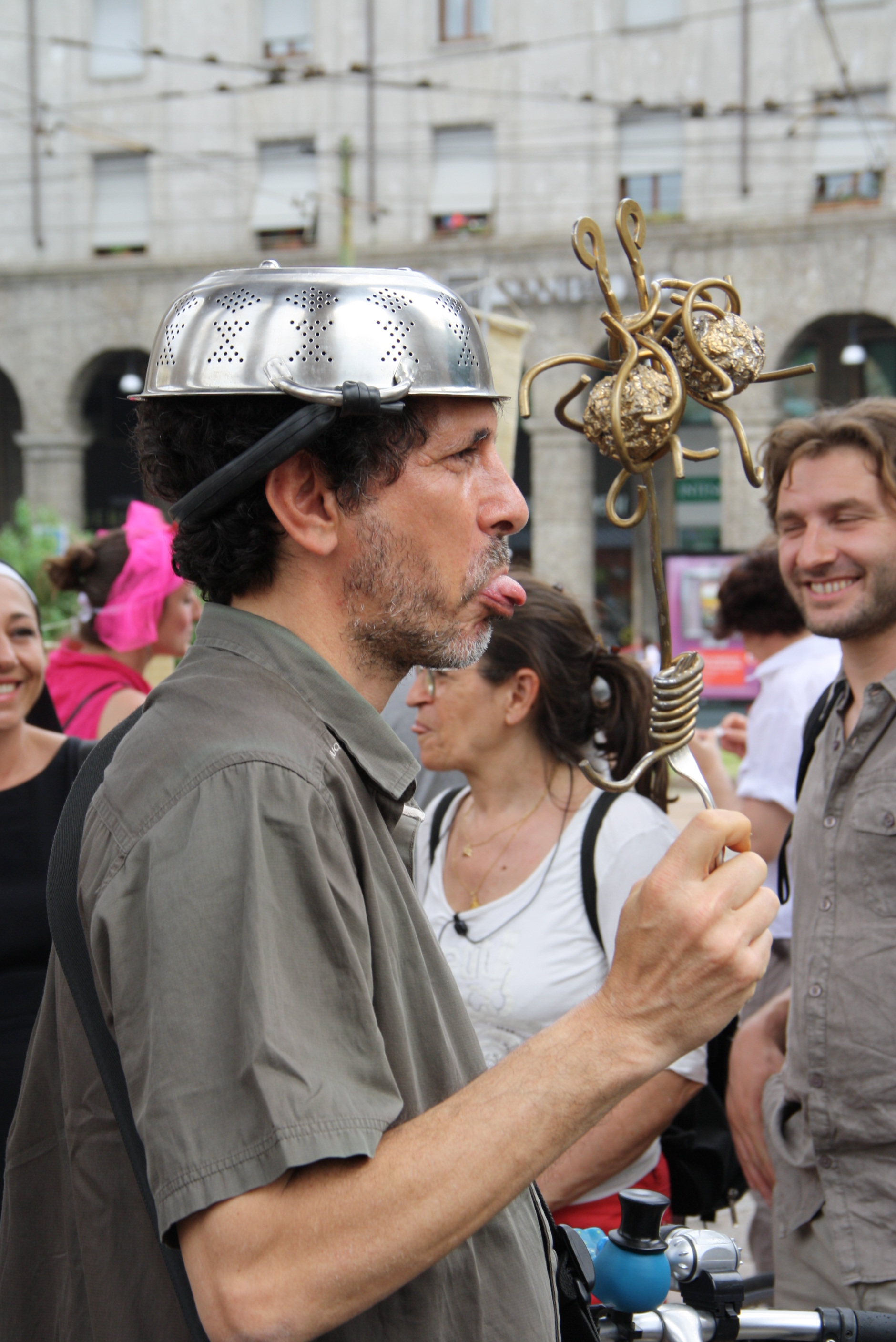
Protestující pastafarián na antiklerikální demonstraci v Miláně 2012

Létající špagetové monstrum (Flying Spaghetti Monster) je ústřední postava náboženství zvaného pastafariánství. Tato parodie vznikla jako reakce na rozhodnutí školského úřadu amerického státu Kansas, který povolil vyučování o stvoření světa jako rovnocenné evoluční nauce. Vytvořil je Bobby Henderson, fyzik, absolvent univerzity v Oregonu.

## Parodické náboženství
Příslušníci parodického náboženství (pastafariánství) se nazývají pastafariáni. Bobby Henderson v červnu 2005 formálně zažádal, aby bylo pastafariánství vyučováno jako další rovnocenný názor. V dopise kansaské školní radě žádal, aby se ve školách učilo, že svět stvořila létající špagetová příšera. „Píši vám s velkým znepokojením, jelikož jsem se dočetl o vašem rozhodnutí, že by se alternativní kreacionistická teorie „inteligentního designu“ (ID) měla vyučovat spolu s teorií evoluce. Myslím, že se všichni shodneme, že je důležité, aby studenti mohli slyšet více názorů, aby si mohli vybrat, která teorie jim dává největší smysl. Mám však obavu, že studentům má být vykládána jen jedna z teorií inteligentního designu“.
Popularitu získal během srpna, kdy si jej všimlo několik blogů a poté i běžný tisk, včetně českého. V roce 2007 dostal Bobby zprávu o vyjádření Marka Coppengera, pastora vyučujícího na Southern Baptist Theological Seminary v Louisvillu, který kritizoval pohrdání „biblickou vírou“ a označil pastafariánství za nesmyslné. V odpovědi Bobby Henderson píše:
„Je mi líto, že křesťané shledávají víru, že Létající špagetové monstrum stvořilo vesmír, „nesmyslnou“, ale, opravte mě, jestli se mýlím, křesťané věří, že vesmírná židovská zombie, která byla svým vlastním otcem, může nechat člověka žít věčně, pokud budeme jíst symbolicky její maso a telepaticky jí řekneme, že ji přijímáme za svého pána, čímž nás ona oprostí od zla, které je v podstatě lidstva schované proto, že jakousi ženu, která vznikla z žebra, přemluvil mluvící had, aby snědla jablko z magického stromu. A oni si myslí, že představa, že úbytek pirátů způsobil globální oteplování, je směšná?“
Globální oteplování bylo totiž podle pastafariánů způsobeno úbytkem pirátů. Henderson to dokazuje na Somálsku, kde je nejvyšší počet pirátů a díky tomu nejmenší koncentrace CO2 na světě). Tuto teorii rozvádí podrobněji např. parodický článek "Vliv námořní dopravy na globální atmosférickou cirkulaci". Tato klimatická teorie je založena na náhodných korelacích a satiricky tak poukazuje, jak mohou být zavádějící. 
V roce 2016 na Novém Zélandu ministerstvo vnitra přiznalo pastafariánům právo oddávat v civilních obřadech. V dubnu 2016 tak proběhla první pastafariánská resp. pirátská svatba. Toby Ricketts a Marianna Youngová se vzali na pirátské lodi v přístavu Akaroa na Jižním ostrově. Svatebčané včetně novomanželů byli převlečení za piráty, manželský pár oddala duchovní Karen Martynová s cedníkem na hlavě.

## Zastoupení v Česku
Jak zaznamenala česká média v roce 2011, tohoto náboženství použil rakouský satirik, publicista a ateista Niko Alm, inspirovaný právem muslimek mít v dokladech podobiznu s tradičním šátkem, k tomu, že si do řidičského průkazu pořídil fotografii s cedníkem na hlavě. Řidičský průkaz mu byl vydán v roce 2009, po dvou letech, během nichž se musel podrobit lékařskému vyšetření. Niko Alm svůj počin vysvětloval jako protest proti nezaslouženému privilegiu věřících. V červenci 2013 jej následoval člen Pirátské strany, zabývající se počítačovou bezpečností, Lukáš Nový z Brna, kterému magistrát bez námitek vydal občanský průkaz  v němž měl na fotografii cedník, bez strojově čitelných údajů s dobou platnosti 1 měsíc. Správní řízení o vydání běžného OP se strojově čitelnými údaji s dobou platnosti na 10 let stále probíhá[kdy?]. Brněnský magistrát se obrátil na Ministerstvo vnitra s žádostí o vysvětlení pojmu „pokrývka hlavy z náboženských nebo zdravotních důvodů“, a to se již nechalo slyšet, že vydání OP s pastafariánskou fotografií je nepřípustné. Nový je připraven se v případě zamítnutí své žádosti soudit.
Na téma pastafariánství vzniklo několik stránek na Facebooku a souhrnný informační web www.pastafariani.eu Archivováno 21. 4. 2016 na Wayback Machine.. 